# Rhinosporidiidae
 (avril 2025).
Famille
Les Rhinosporidiidae sont une famille de choanozoaires de l’ordre des Dermocystida (classe des Ichthyosporea).

## Liste des genres
Selon IRMNG (20 avril 2025) :
- Amphibiocystidium Pascolini, Daszak, Cunningham, Tei, Vagnetti, Bucci, Fagotti & Di Rosa, 2003
- Dermocystidium Pérez, 1908
- Rhinosporidium A. Minchin & H. Fantham, 1905 - genre type
- Sphaerothecum Arkush, Mendoza, Adkison & Hedrick, 2003
- Valentines Borteiro et al., 2018

- Dermocystis C. Pérez, 1907 - accepté comme Dermocystidium Pérez, 1908
- Dermosporidium Carini, 1940 - accepté comme Rhinosporidium A. Minchin & H. Fantham, 1905

## Systématique
Le nom valide de ce taxon est Rhinosporidiidae Mendoza (d), Taylor (d) & Ajello (d), 2001.
Rhinosporidiidae a pour synonymes :
- Dermocystidae - non accepté
- Dermocystidiaceae - non accepté
- Rhinosporidaceae - non accepté (orthographe botanique)

L’espèce Rhinosporidium seeberi est désormais classée parmi les protistes du groupe des choanozoaires, et non parmi les champignons, bien que son nom suggère une relation avec ces derniers.